# Kirumpää
Kirumpää – wieś w Estonii, w prowincji Võru, w gminie Võru.
W polskiej literaturze tutejszy zamek był określany jako Kierepeć. Obsadzony przez wojska moskiewskie zamek został zdobyty przez wojska polskie pod dowództwem hetmana polnego Krzysztofa „Pioruna" Radziwiłła w 1579 roku.